# Still Loving You
«Still Loving You» (с англ. — «Всё ещё люблю тебя») — рок-баллада группы Scorpions, выпущенная в альбоме Love at First Sting в 1984 году. Считается[кем?] международной «визитной карточкой» группы. Во Франции было продано около 1,7 млн копий.
Песня о том, как автор переживает разлуку с любимой и, несмотря на то, что после ссоры гордость мешает им быть вместе, он всё равно любит её и готов бороться за её любовь.
По словам автора музыки Рудольфа Шенкера, он написал мелодию за 7—8 лет до создания Love at First Sting и пытался включить её в каждый новый альбом группы, но остальные участники не поддерживали его. И только во время студийных сессий при записи Love at First Sting ему удалось это сделать.
Шенкер утверждал, что выход песни вызвал во Франции беби-бум, и множество родителей решили назвать своих дочерей именем Sly, взяв аббревиатуру названия песни «Still Loving You».
В 2000 году песня была записана вместе с Берлинским филармоническим оркестром для альбома Moment of Glory, в 2001 году акустическая версия песни была включена в альбом Acoustica. В 2011 перезаписанная версия вошла в альбом Comeblack.

## Версии песни
| Год  | Альбом                         | Длительность | Отличия                                                                                                   | Жанр                           | Синглы                                           |
| 1984 | Love at First Sting            | 6:26         | Оригинал                                                                                                  | Рок-баллада                    | Still Loving You (1984), Still Loving You (1989) |
| 2000 | Moment of Glory                | 7:28         | С участием Берлинского филармонического оркестра                                                          | Симфоник-метал                 | —                                                |
| 2001 | Acoustica                      | 5:45         | Акустическая версия с виолончелью, дополнительными гитарой и перкуссией, клавишными и женским бэк-вокалом | Хард-рок (акустический подход) | —                                                |
| 2011 | Comeblack                      | 6:43         | Перезаписанный оригинал. Концовка без затухания, строй гитар — ми-бемоль                                  | Хард-рок Хеви-метал            | —                                                |
| 2014 | MTV Unplugged – Live in Athens | 3:42         | Акустическая версия                                                                                       | Рок-баллада                    | —                                                |

## Каверы
- В 1999 году финская пауэр-метал-группа Sonata Arctica исполнили эту песню, которая вошла в их EP Successor[3] и Takatalvi[4], а также в альбом A Tribute To The Scorpions[5].
- В 2019 году музыканты поделились через сеть Facebook кавер-версией Андрея Кирякова, исполнившего «Still Loving You» на трёх балалайках[6].